# Liuying (Tainan)
Liuying oder Liouying (chinesisch 柳營區, Pinyin Liǔyíng Qū, Tongyong Pinyin Liǒuyíng Cyu, taiwanisch: Liú-iâⁿ-khu) ist ein Bezirk der regierungsunmittelbaren Stadt Tainan im Südwesten der Republik China auf Taiwan.

## Lage und Beschreibung
Liuying liegt im nördlichen Stadtgebiet von Tainan. Die angrenzenden Stadtbezirke sind Xinying im Nordwesten, Dongshan im Norden und Osten sowie Liujia und Xiaying im Süden. Liuying hat eine langgestreckte Form mit einer Ost-West-Ausdehnung von etwa 16 Kilometern und einer Nord-Süd-Ausdehnung von etwa 4 Kilometern. Die Höhe über dem Meeresspiegel variiert zwischen 15 und 249 Metern und nimmt von Westen nach Osten zu.
Die Monatsdurchschnittstemperatur variiert zwischen 16 °C und 28 °C. Die Jahresmitteltemperatur liegt bei 23 °C. Der Jahresniederschlag liegt bei etwa 1742 mm und fällt ganz überwiegend in der Regenzeit zwischen Mai und September, während die Monate Oktober bis April eher trocken sind.

## Geschichte
Ein älterer Name von Liuying ist Chamuying (查畝營 – „Feldinspektionslager“) und rührt aus der Zeit des Königreichs Tungning her, als versucht wurde, Taiwan mit einem Netz von sich selbst versorgenden Wehrbauernhöfen zu überziehen. Vom damaligen Liuying aus erfolgte die Landzuteilung in der Umgebung. Zur Zeit der japanischen Kolonialherrschaft (1895–1945) erfolgte eine Umbenennung in Liuying (劉營 – „Liu-Lager, Lager des Liu-Clans“). Der Name bezog sich auf die ortsansässige mitgliederstarke Liu-Familie. Nach der Übertragung Taiwans an die Republik China im Jahr 1945 wurde Liuying als Landgemeinde im Landkreis Tainan organisiert. Am 25. Dezember 2010 wurde der Landkreis aufgelöst und in die Stadt Tainan eingegliedert. Sämtliche Landkreisgemeinden, so auch Liuying, erhielten den Status von Stadtbezirken.
Am 3. Juni 1968 stürzte auf dem Gebiet Liuyings eine Curtiss C-46 der Luftstreitkräfte der Republik China ab. Keiner der mehr als 40 Flugzeuginsassen überlebte.

## Bevölkerung
Mit etwas mehr als 20.000 Einwohnern (August 2024) gehört Liuying zu den eher kleineren Bezirken Tainans. Die Einwohnerdichte ist etwa halb so hoch wie im Durchschnitt Tainans. Ende 2017 gehörten weniger als 0,5 % der Bevölkerung den indigenen Völkern an.
| Gliederung von Liuying |
|                        |

## Verwaltungsgliederung
Liuying ist in 13 Ortsteile (里,  Lǐ) gegliedert.
1. Baweng (八翁里)

2. Renhe (人和里)

3. Shilin (士林里)

4. Guangfu (光福里)

5. Zhongcheng (中埕里)

6. Dongsheng (東昇里)

7. Taikang (太康里)

8. Zhongxi (重溪里)

9. Dunong (篤農里)

10. Danong (大農里)

11. Shennong (神農里)

12. Guoyi (果毅里)

13. Xushan (旭山里)

## Verkehr
Liuying ist verkehrsmäßig intensiv erschlossen. Im Bezirk befindet sich der Bahnhof Liuying der Längslinie der Taiwanischen Eisenbahn. Im östlichen Abschnitt wird der Bezirk von der Nationalstraße 3 (Autobahn) in nordnordöstlicher Richtung durchquert. Nahezu parallel zu dieser und diese zweimal kreuzend verläuft die Kreisstraße 165. Durch den westlichen Abschnitt zieht in Nord-Süd-Richtung die Provinzstraße 1.

## Landwirtschaft
Etwa 61 % der Fläche Liuyings werden landwirtschaftlich genutzt und etwa 14 % sind Waldland (Stand: Ende 2017). Hauptanbauprodukte sind Reis, Zuckerrohr, Zucht-Champignons und Wassernüsse. Liuying ist ein Zentrum der Milchviehwirtschaft in Südtaiwan.

## Besonderheiten und touristische Ziele
In Liuying gibt es mehrere kleine Landschaftsparks, u. a. den 2610,6 Hektar großen Jhongcheng-Park im gleichnamigen Ortsteil und den 3128,5 Hektar umfassenden Liouying Gong Er San-Park im Ortsteil Dongsheng.
Im Ortsteil Shennong bietet das Holländische Dorf Deyuanpi (德元埤荷蘭村) das Bild eines kleinen niederländischen Dorfes mit Kanälen, Windmühle und Viehwirtschaft.
Die Taikang lüse suidao-Straße (太康綠色隧道 – „grüner Tunnel von Taikang“) ist eine knapp 4,5 km lange Allee, die von mehr als 700 Mangobäumen, die über 80 Jahre alt sind, gesäumt ist. 
In Liuying gibt es drei größere Tempel. Der Foshan Guanyin Yan (佛山觀音巖) im Ortsteil Syushan, dessen Anfänge auf das Jahr 1936 zurückgehen und der von 1978 bis 1981 erweitert wurde, dient der Verehrung des Avalokiteshvara-Boddhisatva (Guanyin) und anderer Gottheiten. Der taoistische Daitian Yuan (代天院) im Ortsteil Dongsheng wurde ab dem Jahr 1969 erbaut. Alle drei Jahre wird hier am 15. Tag des 10. Mondmonats das Fest der Tempelgründung begangen. Der Jhensi Gong (鎮西宮) im Ortsteil Shennong geht auf einen daoistischen Schrein aus dem 17. Jahrhundert zurück. Ab 1733 entstand ein Tempelgebäude, das mehrfach erheblich umgebaut wurde (1886, 1902, 1951). Seine heutige Gestalt erhielt der Tempel im Jahr 1962. Hier wird Shennong Shengdi verehrt.

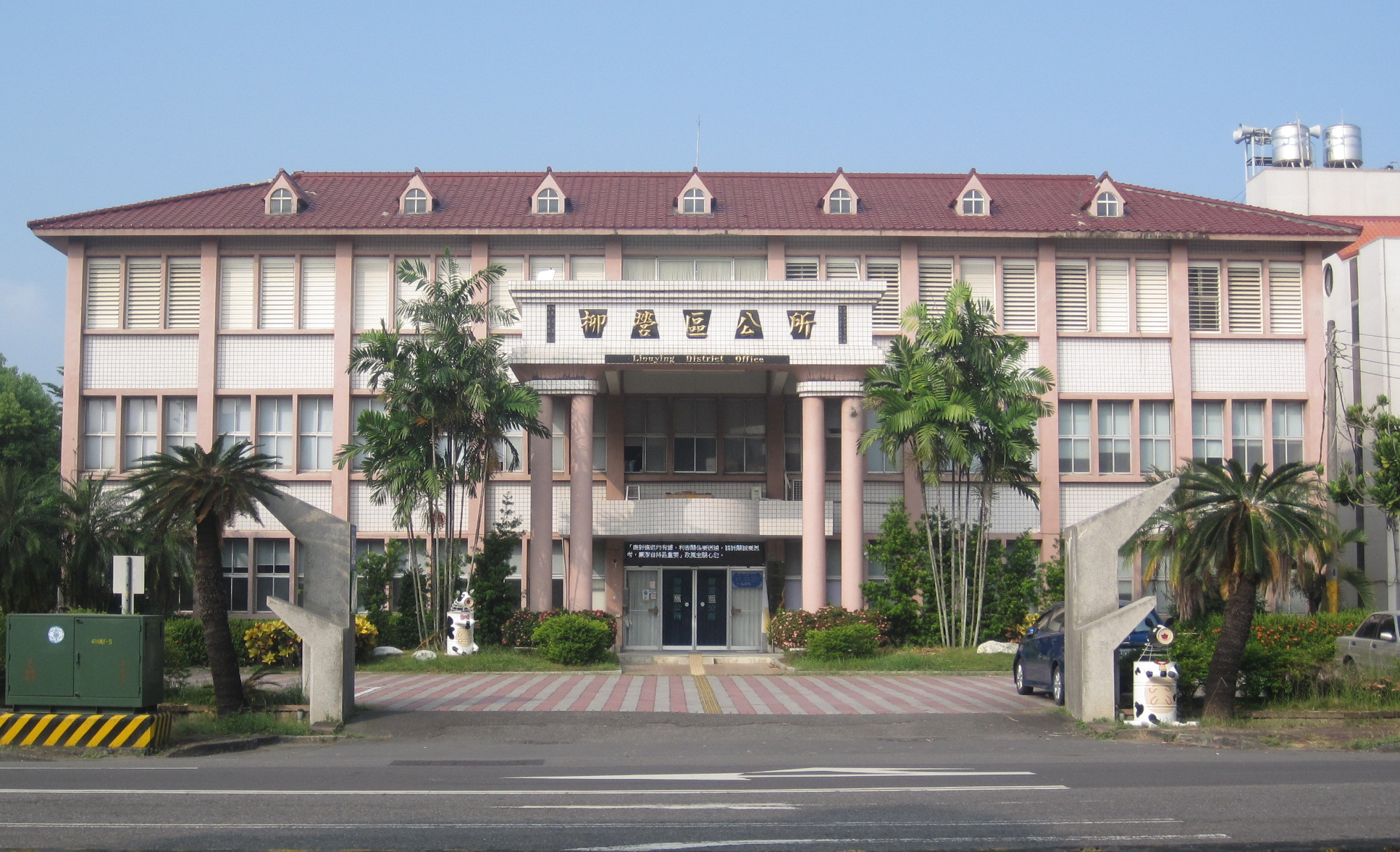
Gebäude der Bezirksverwaltung von Liuying
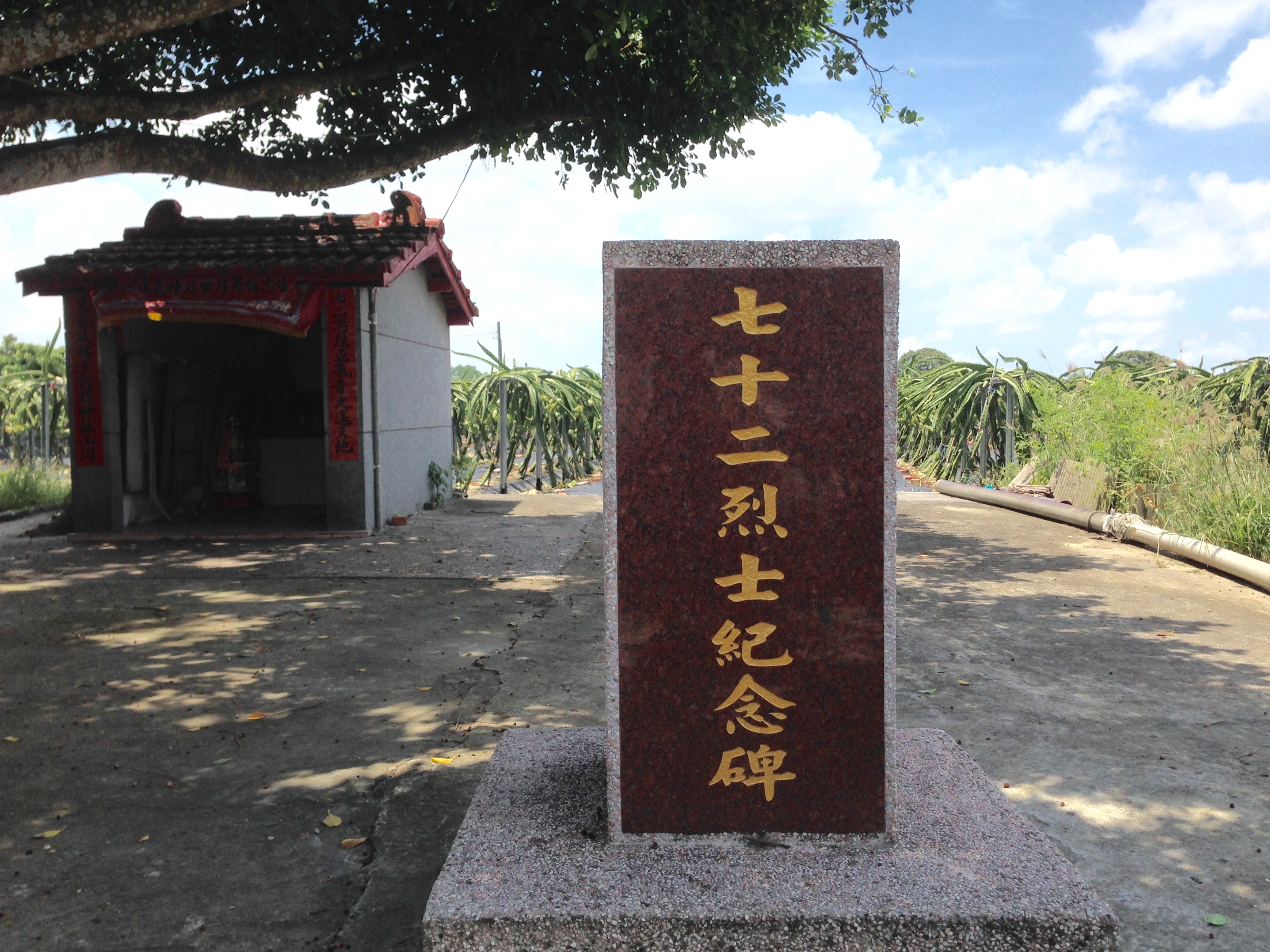
Gedenkstätte für das Flugzeugunglück 1968
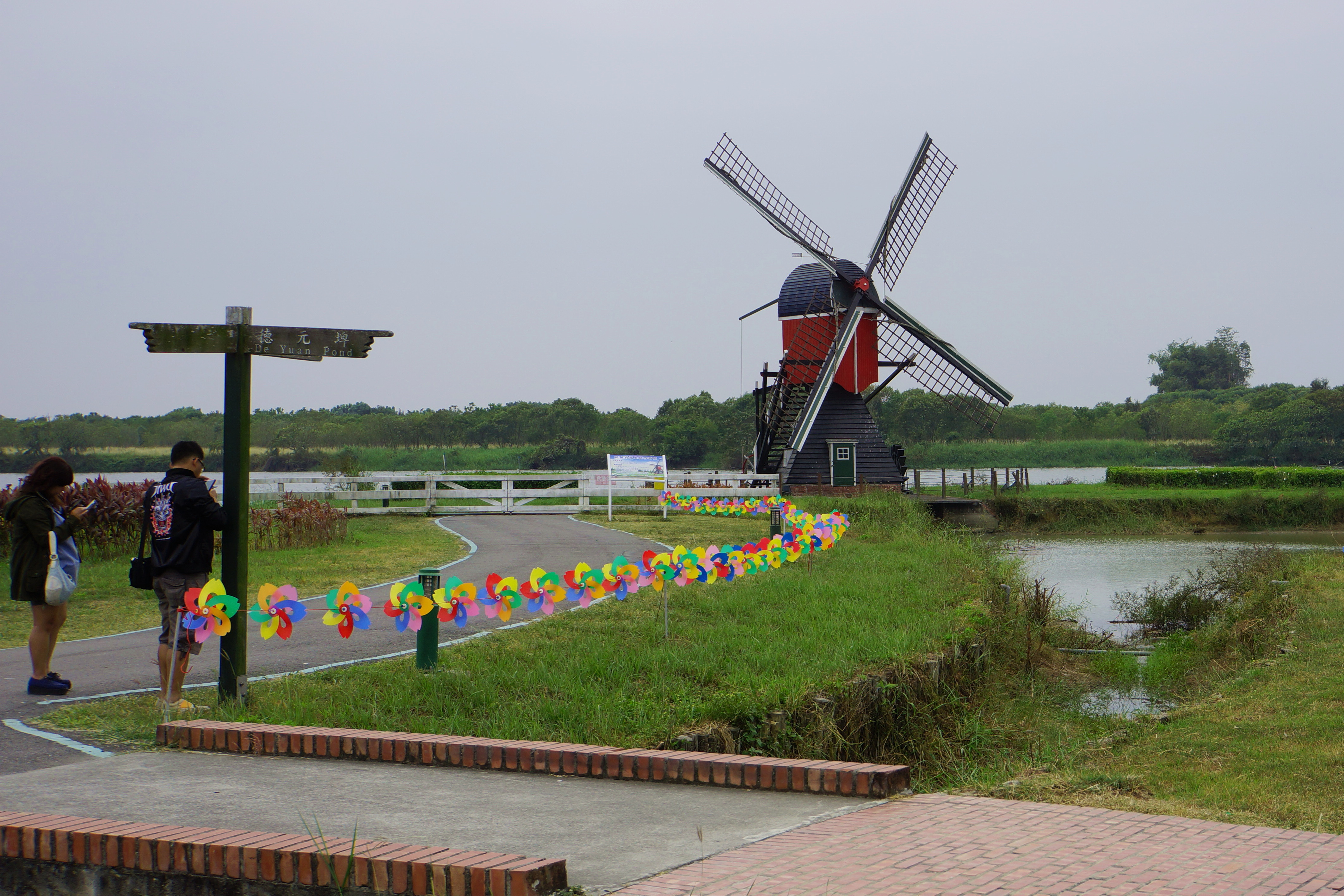
Deyuanpi-Hollanddorf